# Czechy (przystanek kolejowy)
Czechy – zlikwidowany w 1945 roku przystanek osobowy w Czechach, w gminie Grzmiąca, w powiecie szczecineckim, w województwie pomorskim, w Polsce.